# Alocasia celebica
Alocasia celebica är en kallaväxtart som beskrevs av Adolf Engler och Sijfert Hendrik Koorders. Alocasia celebica ingår i släktet Alocasia och familjen kallaväxter. Inga underarter finns listade.